# Лабастид-Сен-Сернен
Лабасти́д-Сен-Серне́н (фр. Labastide-Saint-Sernin, окс. La Bastida de Sant Sarnin) — коммуна во Франции, находится в регионе Юг — Пиренеи. Департамент — Верхняя Гаронна. Входит в состав кантона Фронтон. Округ коммуны — Тулуза.
Код INSEE коммуны — 31252.

## География
Коммуна расположена приблизительно в 580 км к югу от Парижа, в 16 км к северу от Тулузы.
На севере коммуны протекает река Жиру.

## Климат
Климат умеренно-океанический. Зима мягкая и снежная, весна характеризуется сильными дождями и грозами, лето сухое и жаркое, осень солнечная. Преобладают сильные юго-восточные и северо-западные ветры.

## Население
Население коммуны на 2010 год составляло 1799 человек.
| 1962 | 1968 | 1975 | 1982 | 1990 | 1999 | 2010 |
| ---- | ---- | ---- | ---- | ---- | ---- | ---- |
| 181  | 380  | 603  | 980  | 1208 | 1328 | 1799 |

## Администрация
| Период | Период | Фамилия            | Партия       | Примечания |
| ------ | ------ | ------------------ | ------------ | ---------- |
| 1971   | 1972   | Пьер Триньяк       |              |            |
| 1972   | 1995   | Серж Лабургад      |              |            |
| 1995   | 1997   | Жан-Мишель Баскуль |              |            |
| 1997   | 2020   | Бертран Сарро      | Разные левые |            |

## Экономика
В 2010 году среди 1169 человек трудоспособного возраста (15—64 лет) 896 были экономически активными, 273 — неактивными (показатель активности — 76,6 %, в 1999 году было 71,8 %). Из 896 активных жителей работали 824 человека (439 мужчин и 385 женщин), безработных было 72 (39 мужчин и 33 женщины). Среди 273 неактивных 108 человек были учениками или студентами, 103 — пенсионерами, 62 были неактивными по другим причинам.

## Достопримечательности
- Церковь Св. Сатурнина

## Фотогалерея

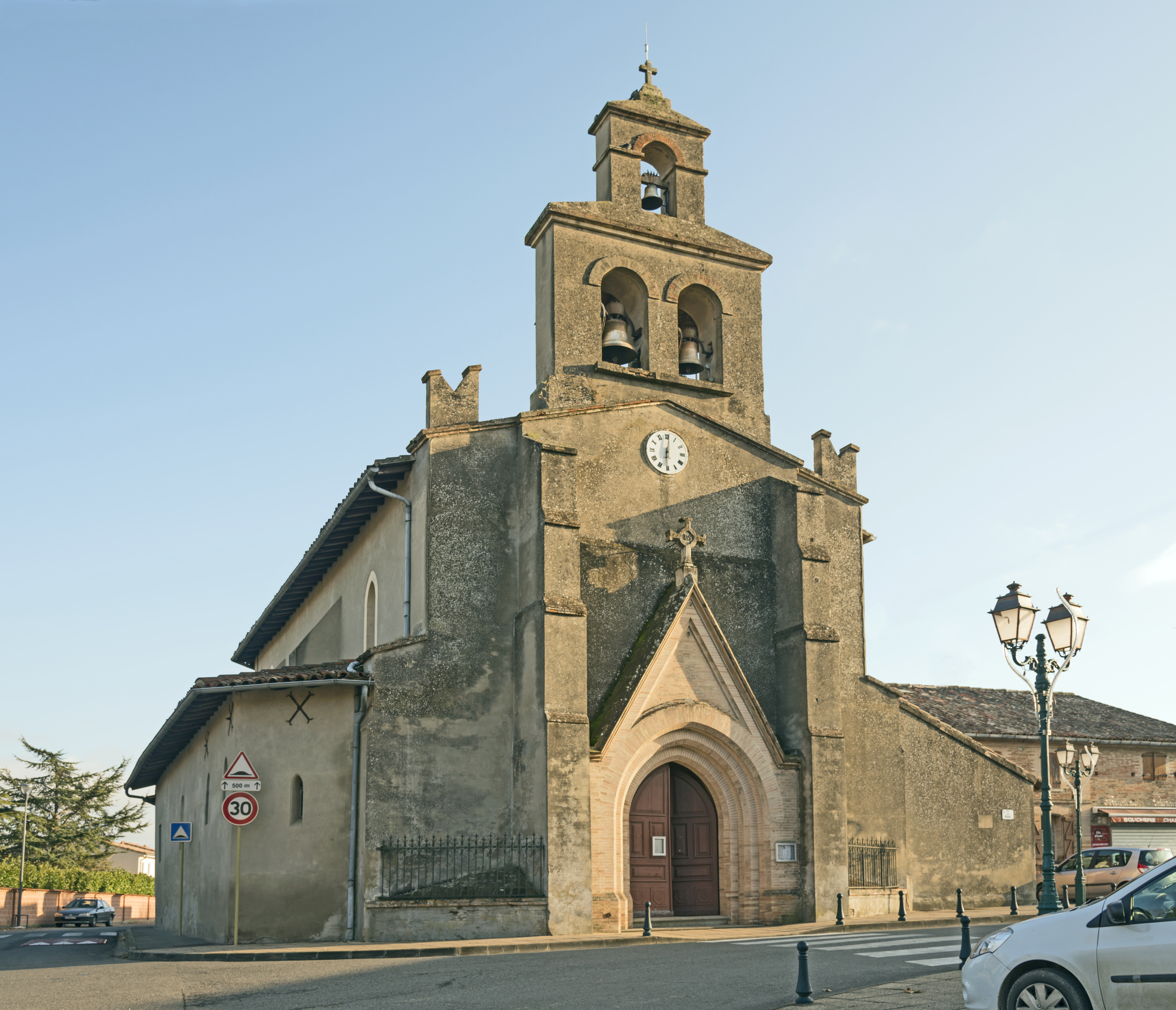
Церковь Св. Сатурнина
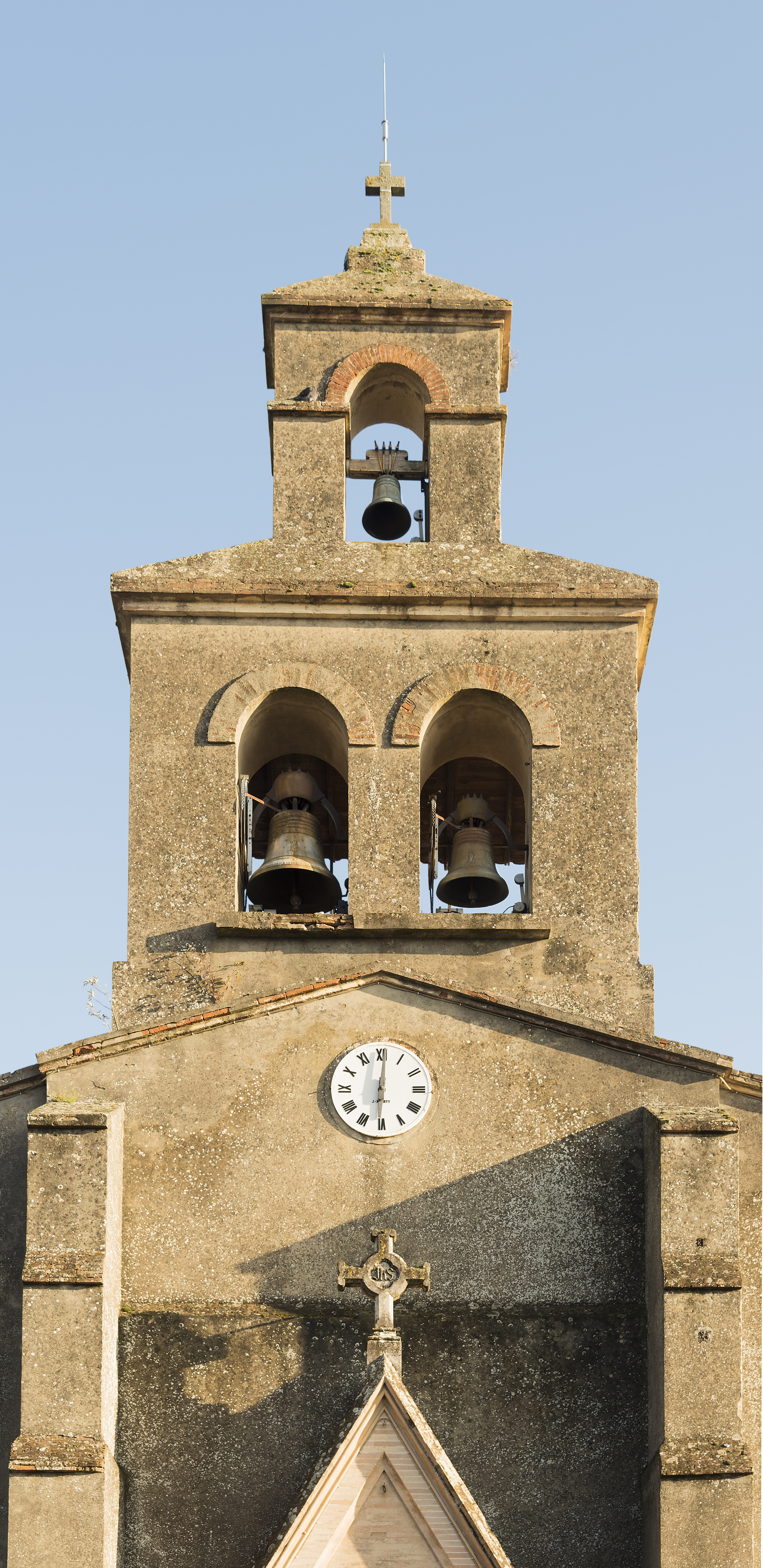
Колокольня церкви
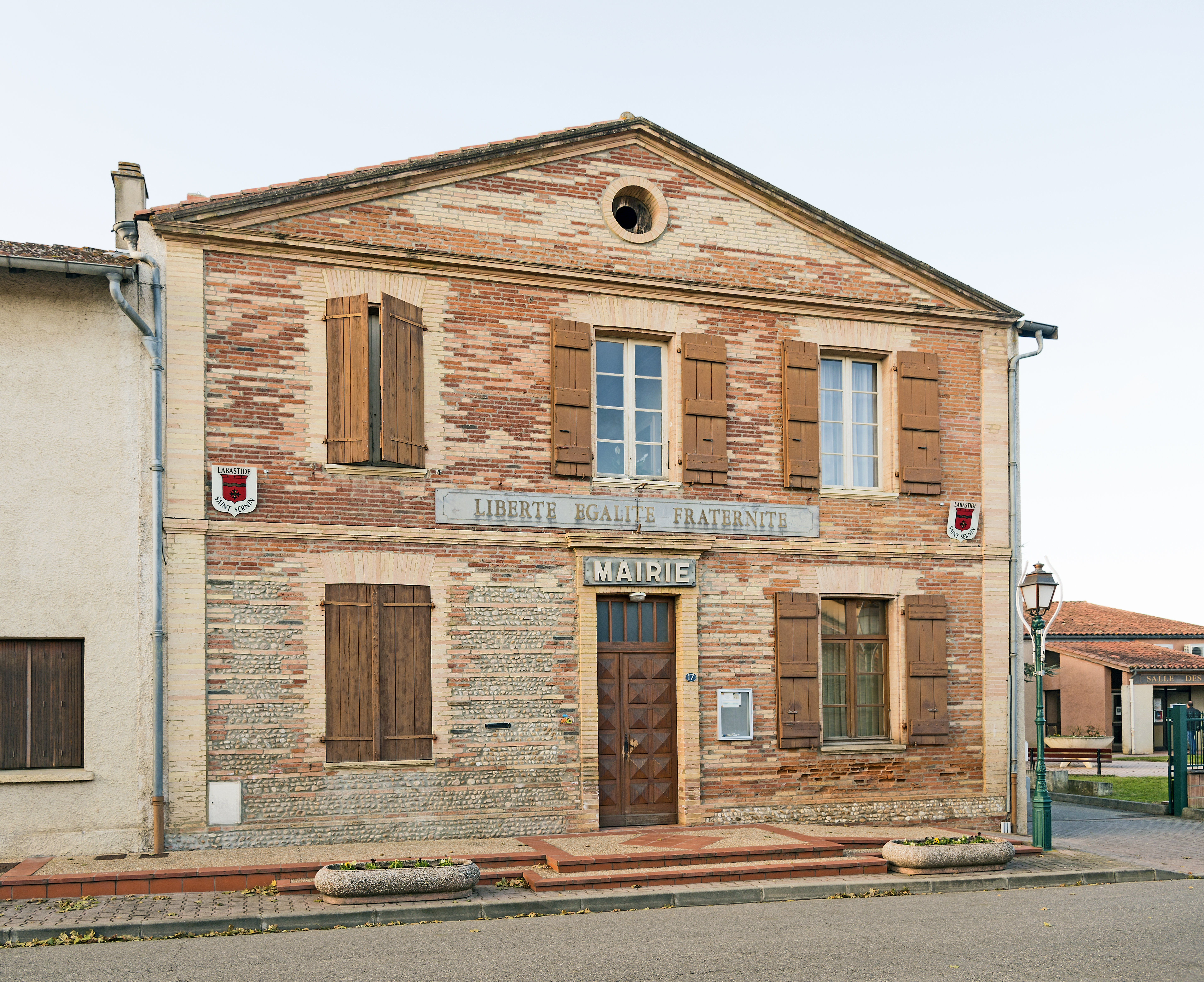
Мэрия
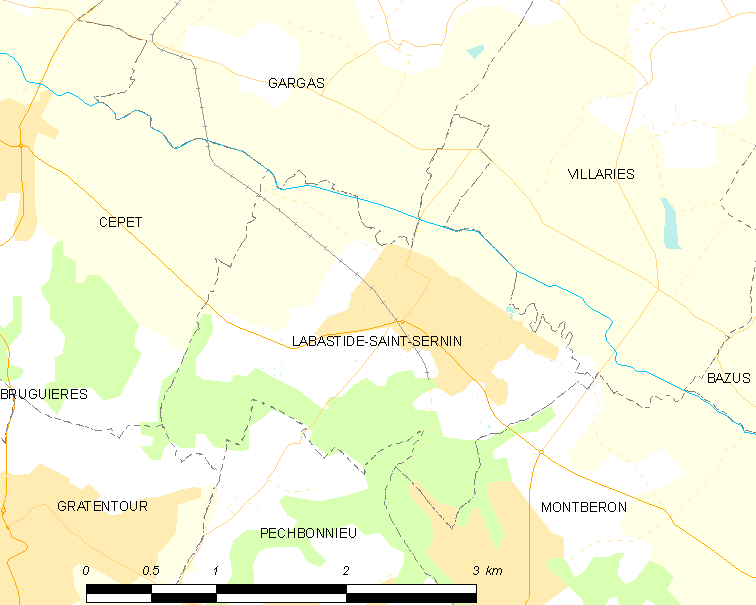
Карта коммуны